# 테렌스 제이
테렌스 제이(Terence Jay, 1985년 1월 1일 ~ )는 미국의 배우, 음악가, 작곡가 겸 작사가이다.
뉴저지주에서 태어났다.

## 영화
- 리빙 헬 (2008년)
- 생매장 (2007년)
- 훌리건스 (2005년) - 제레미 반 홀든 역
- 리커쉐이 리버 (2001년)